# Sphaerobothris platti
Sphaerobothris platti är en skalbaggsart som först beskrevs av Mont A. Cazier 1938.  Sphaerobothris platti ingår i släktet Sphaerobothris och familjen praktbaggar. Inga underarter finns listade i Catalogue of Life.